# Eparchia di Vjatka

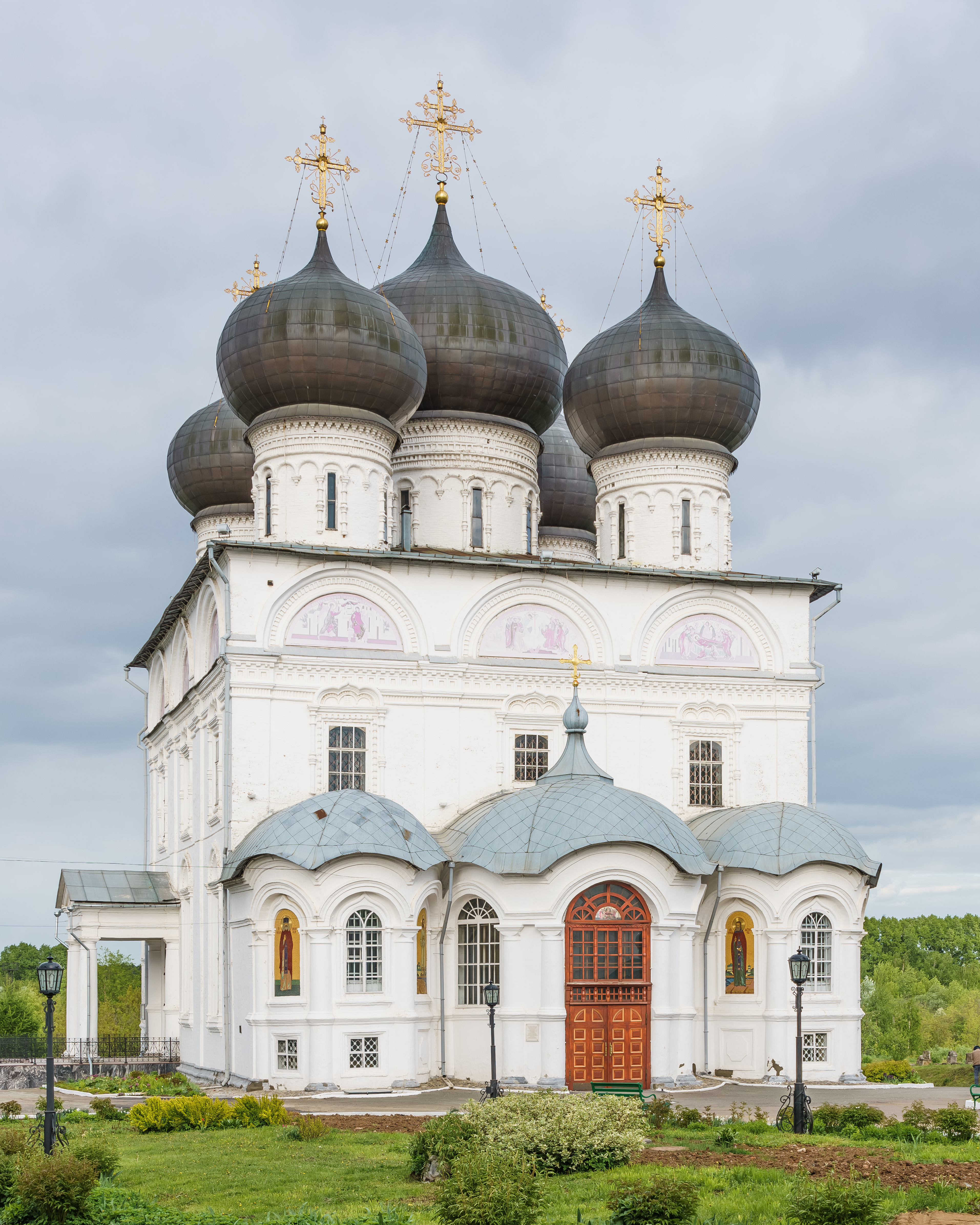
La cattedrale della Dormizione nel monastero di Trifonov.

L'eparchia di Vjatka (in russo Вятская епархия?) è una diocesi della Chiesa ortodossa russa, appartenente alla metropolia di Vjatka.

## Territorio
L'eparchia comprende la parte centrale della oblast' di Kirov nel circondario federale del Volga.
Sede eparchiale è la città di Kirov, in passato nota con il nome di Vjatka, dove si trova la cattedrale della Dormizione.
L'eparca ha il titolo ufficiale di «metropolita di Vjatka e Slobodskoj».

## Storia
L'eparchia è stata fondata nel 1657 con territorio appartenuto all'eparchia di Kazan', e nel corso della sua storia ha assunto diverse denominazioni. Il nome attuale risale al 21 aprile 1994.
Con decisione del Santo Sinodo della Chiesa ortodossa russa del 4 ottobre 2012, ha ceduto porzioni di territorio a vantaggio dell'erezione delle eparchie di Uržum e di Jaransk.